# Sonnenfinsternis vom 28. Mai 585 v. Chr.

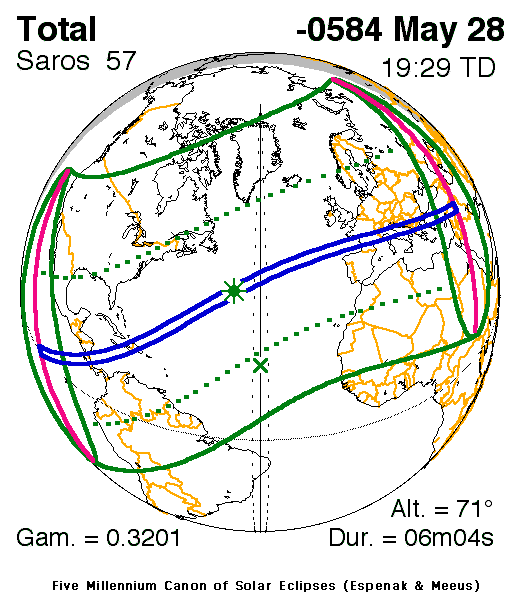
Diese Finsternis erreichte kurz vor ihrem Ende (Abend) Kleinasien

Die Sonnenfinsternis vom 28. Mai 585 v. Chr. ist als totale Sonnenfinsternis laut den Historien des Herodot durch zwei Umstände hervorzuheben:
- Sie war die erste, deren zeitliche und örtliche Vorhersage überliefert worden ist. Angeblich hat Thales, einer der Sieben Weisen und angeblich der erste Naturphilosoph, sie vorhergesagt.
- Die Sonnenfinsternis soll während einer Schlacht (sogenannte Schlacht am Halys) eingetreten sein. Daraufhin sollen die Kriegsparteien, Lyder und Meder, nach fünf Jahren des Krieges Frieden geschlossen haben.

## Thales’ überlieferte Vorhersage
Bei dem Historiker Herodot findet man die ältesten Berichte über Thales. Er sagt, Thales habe das Jahr vorhergesagt, in dem der Tag zur Nacht wurde.
Es ist jedoch ungesichert, ob die Sonnenfinsternis durch Thales vorhergesagt werden konnte. Verschiedene Historiker haben postuliert, dass weder Thales noch die Babylonier oder sonst wer zu dieser Zeit die Mittel hatten, eine Sonnenfinsternis präzise zu berechnen.
Bedeutung haben antike Zeugnisse über Sonnenfinsternisse auch deshalb, weil die heutige Astrochronologie und Höhere Geodäsie frühe Datierungen von Sonnenfinsternissen dazu benützen kann, den genauen Stand der Erdrotation zu bestimmen und ihre säkulare Verlangsamung in den vergangenen Jahrtausenden abzuschätzen.
Moderne astronomische Computerprogramme bestimmen den Zeitpunkt der totalen Finsternis in weiten Teilen Kleinasiens auf etwa eine Stunde vor Sonnenuntergang.